# Харрис, Саймон
Саймон Харрис (англ. Simon Harris, ирл. Síomón Ó hEarchaí; род. 17 октября 1986, Грейстонс, Ленстер) — ирландский государственный и политический деятель. С марта 2024 года занимает пост лидера «Фине Гэл», с 9 апреля 2024 по 23 января 2025 года — премьер-министр Ирландии.
С 2016 года был министром в правительстве Ирландии, а с июня 2020 года занимал должность министра дальнейшего и высшего образования, исследований, инноваций и науки. С 2011 года являлся «Тяхта Дала» от избирательного округа Уиклоу и был государственным министром с 2014 по 2016 год.
Являясь «дитятей парламента» был назначен на должность государственного министра финансов в 2014 году. После формирования правительства меньшинства «Фине Гэл» в мае 2016 года был назначен на должность министра здравоохранения. В июне 2020 года был назначен министром дальнейшего и высшего образования, исследований, инноваций и науки.

## Ранний период жизни
Родился в 1986 году в Грейстонсе, графство Уиклоу. Старший из троих детей, рождённых Бартом и Мэри Харрис. Его двоюродный дедушка был членом совета «Фине Гэл» в Дун-Лэаре.
Получил образование в средней школе Святой Веры Святого Давида в Грейстонсе и впервые стал участвовать в политике в пятнадцатилетнем возрасте, когда основал «Тройной Альянс Северного Уиклоу», чтобы помогать семьям детей с расстройствами аутистического спектра и синдромом дефицита внимания и гиперактивности. Будучи студентом лоббировал среди политиков улучшение условий, позволяющих детям с такими нарушениями интегрироваться в общеобразовательную систему. Был членом «Фианна Файл» и агитировал за Дика Роша на всеобщих выборах в Ирландии в 2002 году, но позже присоединился к «Фине Гэл» и был избран в национальный исполнительный орган «Молодёжный „Фине Гэл“» в 2003 году.
Первоначально изучал журналистику и французский язык в Дублинском технологическом институте, но бросил учёбу на первом курсе.

## Ранняя политическая карьера

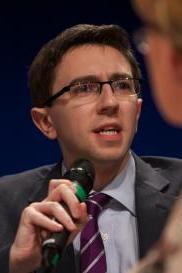
Харрис в 2012 году

В 2008 году начал работать помощником своей будущей коллеги по кабинету министров Фрэнсис Фицджеральд, когда она была членом Сената Ирландии. На местных выборах 2009 года был избран в Совет графства Уиклоу, набрав самый высокий процент голосов среди всех членов совета графства в Ирландии, а также в городской совет Грестоуна. В качестве члена совета был председателем Объединённого полицейского комитета округа Уиклоу и председателем Регионального форума здравоохранения. Являлся членом Комитета по жилищной стратегической политике Совета округа Уиклоу и Комитета по профессиональному образованию Уиклоу.
В 2011 году был избран депутатом Палаты представителей Ирландии, заняв третье место в избирательном округе Уиклоу. Как самый молодой депутат 31-го созыва, был выбран «Фине Гэл» для выдвижения Энды Кенни на должность премьер-министра Ирландии, произнеся свою первую речь. Работал в Комитете по государственным счетам Палаты представителей и Объединённом комитете Сената по финансам, государственным расходам и реформам. Также был членом межпартийной группы Сената по психическому здоровью и в июне 2013 года представил законопроект о психическом здоровье (против дискриминации).
В 2014 году безуспешно баллотировался в качестве кандидата от «Фине Гэл» в Южном округе на выборах в Европейский парламент.

## В правительстве

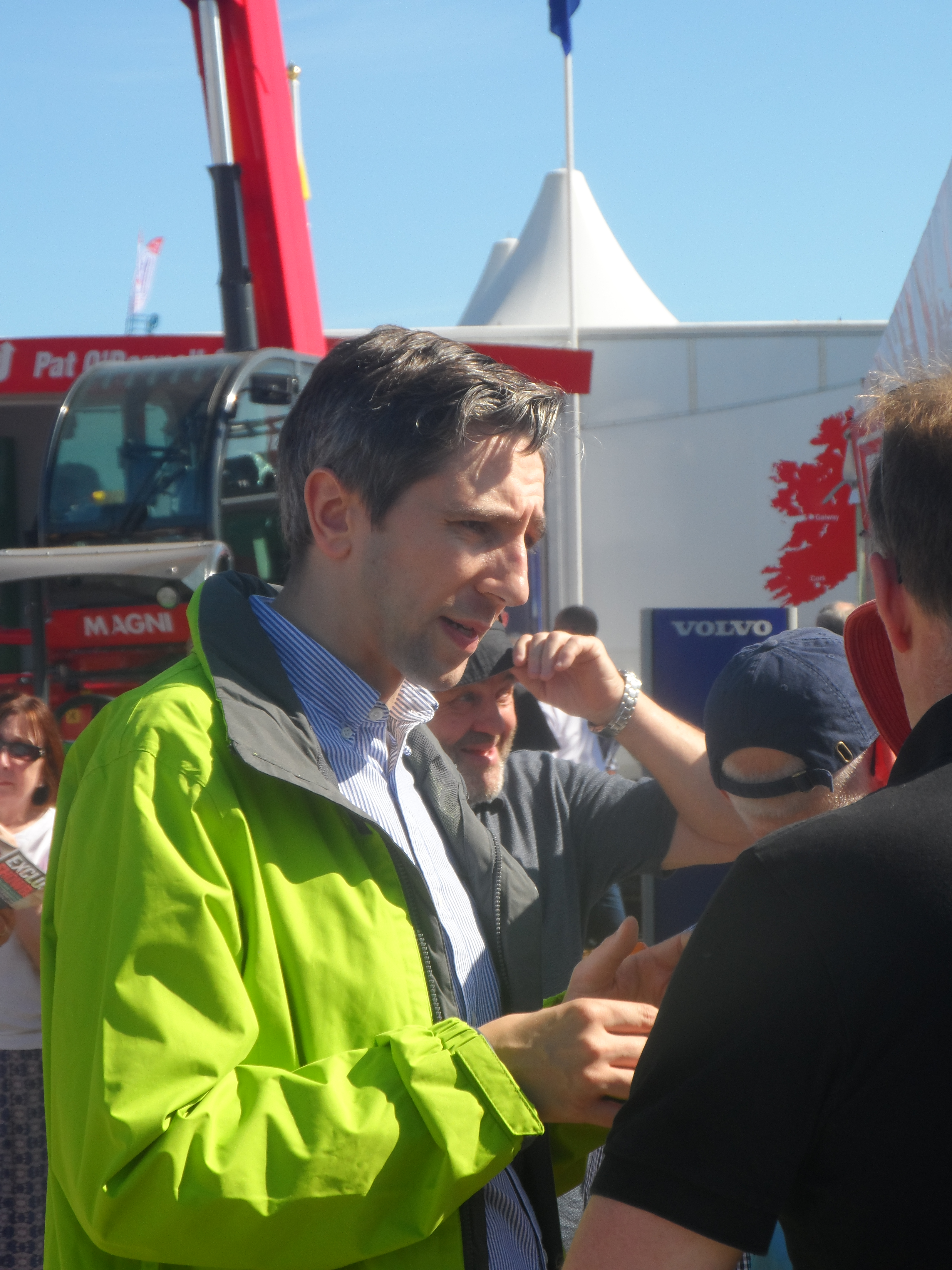
Харрис в 2019 году на национальном чемпионате по пахоте

### Государственный министр
15 июля 2014 года был назначен на высшую должность младшего министра в качестве государственного министра финансов, отвечающего за Управление общественными работами, государственных закупок и международного банковского дела.
В период сильных наводнений по всей стране зимой 2015 и 2016 годов был вынужден опровергнуть обвинения в том, что правительство оставило 13 миллионов евро в бюджете на работы по ликвидации последствий наводнения неизрасходованными, в то время как он также обеспечил финансирование защиты от наводнений в своём избирательном округе.

### Министр здравоохранения
6 мая 2016 года был назначен министром здравоохранения. В первый год своей работы столкнулся с вероятностью того, что 30 000 медицинских работников и 40 000 медсестер могут объявить забастовку.
В 2017 году его обвинили в лицемерии из-за позиции в отношении спорного права собственности «Сестёр милосердия» на Национальный родильный дом. Спорная ситуация привела к отставке доктора Питера Бойлана и профессора Криса Фицпатрика из состава правления больницы. Позже «Сёстры милосердия» отказались от владения тремя больницами: университетской больницей Святого Винсента в Дублине, частной больницей Св. Винсента и больницей Святого Михаила. Саймон Харрис был повторно назначен на должность, когда Лео Варадкар сменил Энду Кенни на посту премьер-министра в июне 2017 года.
26 апреля 2018 года появились сообщения, что у 206 женщин развился рак шейки матки после прохождения скринингового теста, который впоследствии был сочтён потенциально неточным. В ходе скандала Саймона Харриса неоднократно критиковали за его неоднозначный подход к этому вопросу.
20 февраля 2019 года пережил вотум недоверия по поводу растущих расходов (более 2 миллиардов евро) на новую национальную детскую больницу. Предложение было отклонено 58 голосами против 53 при 37 воздержавшихся.
В 2020 году представил Закон о здравоохранении (сохранение, защита и другие чрезвычайные меры в общественных интересах) в ответ на пандемию COVID-19, который вступил в силу 20 марта 2020 года.

### Министр дальнейшего и высшего образования, исследований, инноваций и науки
27 июня 2020 года был назначен министром дальнейшего и высшего образования, исследований, инноваций и науки, возглавив новый департамент в правительстве, возглавляемом Михолом Мартином. 4 мая 2022 года опубликовал программу «Финансирование нашего будущего», новую политику устойчивого финансирования высшего образования и снижения стоимости образования третьего уровня для студентов и семей.
В 2021 году был директором отдела выборов «Фине Гэл» в предвыборной кампании члена совета Джеймса Геохегана на дополнительных выборах в Южном Дублинском заливе. После назначения Лео Варадкара премьер-министром 17 декабря 2022 года, был повторно назначен на эту же должность, а также на должность министра юстиции на временной основе во время отпуска по беременности и родам Хелен МакЭнти.

### Руководство «Фине Гэл»
20 марта 2024 года Лео Варадкар ушёл с поста лидера «Фине Гэл», что привело к выборам нового руководства. Лео Варадкар заявил, что он также уйдет с поста премьер-министра после избрания нового лидера «Фине Гэл». Выдвижение кандидатур началось в 10 часов утра 21 марта 2024 года. К полудню более половины парламентской партии «Фине Гэл» заявили о своей поддержке Саймона Харриса как следующего лидера, а все остальные члены кабинета министров не стали участвовать в выборах. Саймон Харрис подтвердил своё намерение баллотироваться на пост лидера «Фине Гэл» вечером 21 марта 2024 года в эфире RTÉ News: Six One. Когда 24 марта 2024 года истёк крайний срок выдвижения кандидатур, Саймон Харрис стал единственным кандидатом, и в тот же день был утвержден в качестве лидера на собрании партии в Атлоне. Другие партии Ирландии заявили, что они желают, чтобы правительство действовало полный срок, несмотря на смену руководства. Палата представителей должна вновь собраться после пасхальных каникул 9 апреля 2024 года, когда ожидается, что Лео Варадкар уйдет с должности премьер-министра, что позволит Саймону Харрису быть номинированным на назначение на эту должность.

## Премьер-министр Ирландии
9 апреля 2024 года парламент Ирландии большинством в 88 голосов депутатов против 69 утвердил Саймона Харриса в должности премьер-министра. Стал самым молодым премьер-министром в истории Ирландии.
29 ноября 2024 года состоялись парламентские выборы, по итогам которых Фиане Гэл осталась на третьем месте, получив 20 % голосов избирателей и 38 мест в парламенте из 174 и 23 января 2025 года Дойл Эрен проголосовал за наделение полномочиями премьер-министра лидера партии Фианна Файл Михола Мартина.

## Личная жизнь
В 2017 году женился на Киве Уэйд, кардиологической медсестре родом из Уэксфорда. У пары есть дочь Сирша, родившаяся в 2019 году, и сын Киллиан, родившийся в 2021 году. Живёт с болезнью Крона, но считает, что это мало влияет на его повседневную жизнь.